# Stazione di Pomezia-Santa Palomba
La stazione di Pomezia-Santa Palomba è una stazione ferroviaria posta sulla linea Roma-Formia-Napoli. Serve la città di Pomezia, e in particolare la frazione di Santa Palomba.

## Storia
La stazione, in origine denominata "Santa Palomba", entrò in servizio il 16 luglio 1920, all'attivazione della tratta da Roma a Campoleone
Nel 1939 assunse la nuova denominazione di "Pomezia". Successivamente prese la denominazione attuale.

## Strutture e impianti
La stazione ha 4 binari passanti; i primi 2 di transito, il 3 e il 4 su tracciato deviato verso lo scalo merci adiacente alla stazione. Non lontano dall'impianto principale della stazione sono presenti 7 binari dove vengono ricoverati i treni merci in attesa di essere scaricati nello scalo.
Lo scalo merci adiacente alla stazione possiede un fascio dotato di una gru a ponte per lo scarico di treni intermodali.

## Movimento
La stazione è servita dai treni regionali delle linee FL 7 e FL 8.

## Interscambi
- Fermata autobus